# Idiocracy
Idiocracy (Idiocracia, en España; La idiocracia, en México) es una comedia cinematográfica del año 2006, dirigida por Mike Judge que denuncia la cultura estadounidense, la cual se presenta como antiintelectual, insensible al medio ambiente, consumista, obesa, saturada por la mercadotecnia, violenta, dominada por las grandes corporaciones, amante de las armas y fanática de la comida basura.
Tanto el título original de la película como el que se adaptó para los doblajes en español se refieren a  una hipotética forma de gobierno controlada por gente de bajo intelecto, ya que el término idiocracy en inglés o idiocracia en español es la combinación de las palabras griegas ιδιωτης 'idiotez', (aunque su significado original dista de la actual definición de idiota) y κράτος, 'kratos', poder.
El estreno de la película ha sido objeto de controversias, puesto que la productora no hizo publicidad y la estrenó en Estados Unidos en el mínimo número de cines posible. Aunque no se conoce el motivo de esta decisión, opiniones particulares apuntan a varios motivos: lo controvertido del tema de la película, la disgenesia, por ser despectivo respecto a las personas con poca inteligencia; el hecho de que se trate de una crítica demasiado dura a la cultura estadounidense o la manera en que aparecen marcas patrocinadoras de la película o que se anuncian en Fox News.

## Sinopsis
Joe Bauers (Luke Wilson), un sargento del ejército de los Estados Unidos (seleccionado por sus superiores debido a que es «el hombre más ordinario en nuestras filas»), y una prostituta llamada Rita (Maya Rudolph) son puestos en un experimento militar ultrasecreto para demostrar la viabilidad de hibernar soldados durante tiempos de paz. Sin embargo, antes de que transcurriera un año (tiempo en que debían ser descongelados), la base militar es clausurada y su jefe científico puesto en arresto debido a un escándalo por prostitución junto al proxeneta que le prestó a Rita para el experimento.
Debido al alto secreto, el experimento se olvida por completo. El gobierno manda demoler la base militar, y ambos protagonistas son descongelados de manera accidental unos cinco siglos después (en el año 2505) en un mundo distópico en el que la selección natural ya no favorece los seres más inteligentes, debido a que se reproducen más quienes muestran poca o nula sabiduría. Esto da como resultado una humanidad idiota, ignorante y retrasada, de modo que Joe se convierte en el hombre más inteligente del planeta, similar a Rita, quien también termina siendo la mujer más inteligente del planeta. Ambos deberán encontrar la forma de reestructurar la sociedad que quedó en un estado de desidia, ineptitud e ignorancia.

## Reparto
- Luke Wilson como Joe Bauers, un bibliotecario del ejército, señalado como "un tipo corriente".
- Maya Rudolph como Rita, una prostituta que trabaja para un proxeneta de nombre Upgrayedd.
- Dax Shepard como Frito Pendejo, el abogado de oficio de Joe.
- Terry Crews como el presidente de los Estados Unidos, de nombre exageradamente largo: Dwayne Elizondo Mountain Dew Herbert Camacho.
- David Herman como el ministro de Relaciones Exteriores de los Estados Unidos.
- Sara Rue como la fiscal general de los Estados Unidos.
- Stephen Root como el juez Hank El Ahorcador BMW.
- Thomas Haden Church como el presidente de la empresa Brawndo Corporation.
- Justin Long como el doctor Lexus.
- Anthony Campos como el secretario de Defensa de los Estados Unidos.
- Brendan Hill como el ministro de Energía de los Estados Unidos.
- Andrew Wilson como el Cachas Supremo.
- Kevin Klee como Hormel Chávez (del show ¡Auch, mis pelotas!).

## Crítica
La película se ha convertido en objeto de culto por parte de periodistas y sociólogos. De tanto en tanto y con el paso de los años surgen análisis y remembranzas sobre los temas sociales allí tratados y sobre cómo incluso algunos se han vuelto reales.[cita requerida]
La revista Time, en un artículo digital fechado el 12 de mayo de 2012 y clasificado bajo el tema de humor, habla sobre la banalización de la campaña presidencial en los Estados Unidos y del lenguaje soez empleado en ella. También habla sobre la predicción hecha en el filme acerca de que las palabras son sustituidas por pictogramas en televisión y en las redes sociales. Joel Stein, autor del reportaje, entrevistó a propósito a los realizadores del largometraje, en especial a Mike Judge (director), quien le confesó que él no se consideraba un profeta pero estaba temeroso de las similitudes que han tomado el mundo y su obra.
La revista Rolling Stone publicó en 2014 una serie de artículos especiales sobre películas que por diversos motivos fueron olvidadas o que, al menos, no recibieron su justo reconocimiento en su momento. En el capítulo dedicado a "Idiocracy", escrito por David Fear, se detalla que el eslogan del filme vino a ser, de hecho, "una película que originalmente era una comedia pero se convirtió en un documental". Destaca que, en palabras del propio director Mike Judge, la inspiración para la obra cinematográfica la obtuvo en 2001 haciendo fila para entrar con su familia a un parque de atracciones y observó una riña verbal muy fuerte entre dos mujeres detrás de él que estaban también con sus propios hijos, lo cual consideró un muy mal ejemplo para la infancia y le movió a pensar hacia dónde se dirige la sociedad estadounidense. La obra enfrentó una negación a exhibirla por temor a posibles demandas legales de marca comerciales muy parecidas a las reales y que fueron parodiadas al extremo. Concluye el artículo que, si bien consideran que aún no se ha convertido en un documental, con el paso de una o dos generaciones lo hará, dando a entender que aún hay mucha tela por cortar sobre esta obra cinematográfica.
En el 2013, la revista digital "Crave" le dedicó un análisis titulado "10 cosas que 'Idiocracy' predijo que podrían suceder y tristemente ya las tenemos' y el autor, Cory Dudak, numeró precisamente:
- La tendencia de los grandes medios de comercializar y hacer dinero con la pornografía e incluso aquellos que ex profeso se oponen a hacerla pero el uso que las personas, en su libre albedrío, hacen de sus productos tecnológicos y que inevitablemente les hace ganar dinero de manera indirecta con la pornografía.
- Publicidad ubicua: en cualquier sitio en internet, y con el avance de la tecnología, la propaganda exagerada y no deseada se presenta en todo tiempo y lugar, incluso en los teléfonos móviles por medio de aplicaciones que no son gratuitas y encima muestran publicidad no deseada ni relacionada con la aplicación instalada.
- Lenguaje soez en la publicidad: al punto anterior se le adereza el uso de malas palabras o su asociación con ellas en juego de palabras con material audiovisual, lo cual constituye una falta de respeto al consumidor.
- Obesidad: La tendencia de la sociedad estadounidense hacia la obesidad se ve empujada en los tamaños mínimos de los alimentos de las cadenas de comida rápida, las cuales son sobrecargadas en calorías, grasas y azúcares y ofrecidas a menor precio, lo cual lleva a un callejón sin salida a los ciudadanos que trabajan en horario corrido de 9 a 5 y se ven obligados a comer en la calle y no en sus propios hogares.
- Avalanchas de basura: aunque este tema ha sido planteado en otras películas, como WALL·E, la forma como la presentan en "Idiocracy" por medio de noticieros televisivos se ha vuelto realidad, como el caso ocurrido en Guatemala en el 2008, donde 20 personas perdieron la vida.[6]
- El lenguaje humano: observa y llega a la misma conclusión que llegó la revista Time y critica el uso innecesario y abusivo de contracciones y abreviaturas de las palabras.
- El apagado remoto de vehículos: en la película, las fuerzas policiales apagan desde lejos el vehículo donde huyen los protagonistas, y en la actualidad (inicio del siglo XXI) dicha posibilidad está al alcance de las autoridades y, lo que es peor aún, en manos de hackers y crackers que han podido acceder a dicha característica en ciertas marcas y modelos de vehículos.[7]
- Avanzados sistemas de posicionamiento global GPS: destaca que actualmente (siglo XXI) muy pocas personas tienen la capacidad de usar e interpretar un mapa en papel para dirigirse a cualquier lugar y que incluso dichos artefactos ya no solamente orientan al conductor sino que ordenan directamente, lo cual ha provocado lamentables accidentes.[8]
- La popularización de espectáculos basados en gente golpeándose entre ellos en pantalla, los cuales son baratos de producir y mueven a la risa fácil en el espectador y que incluso hayan desarrollado aplicaciones para teléfonos móviles para visualizarlas en todo tiempo y lugar.
- En la película muestran una filme taquillero que gana incluso varios premios Óscar y es simplemente 90 minutos de un par de nalgas exhibidas, flatulencias incluidas. El autor comenta que en la vida real la humanidad no está muy lejos de ellos, y hace referencia al vídeo publicado por la banda de música chilena  Astro, censurado por la empresa Youtube pero vuelto a publicar por otros cientos de seguidores de los músicos, cumpliéndose así lo planteado por la revista Rolling Stone en su artículoː la comercialización de la pornografía de manera directa e incluso indirecta.

En su blog, el crítico de cine Carlos de la Rosa coincide con estos puntos y afirma que la humanidad ya está viviendo en una "idiocracia". Agrega al tema el señalamiento de la tendencia de los grandes medios de noticias a utilizar hombres y mujeres "con poca ropa y cero inteligencia ni criterio" repitiendo una y otra vez las mismas noticias, que las convierten en una obstinante redundancia mediática. Señala que la realidad supera al filme, pues hay países en los que hay noticieros donde las chicas se van quitando la ropa mientras van informando.